# Andrea Hahmann
Andrea Hahmann (Ludwigsfelde, 3 juni 1966) is een atleet uit Duitsland.
Hahmann liep op de Olympische Zomerspelen van Seoul in 1988 de 1500 meter. Ze werd in de finale zesde, terwijl ze als tweede het laatste rechte stuk op kwam.
Haar beste tijd op de 1500 meter was 4:00.07, die ze in 1987 liep.
- World Athletics: 14348185